# Olympische Winterspiele 2014/Teilnehmer (Serbien)
| Gelbes Symbol für Goldmedaillen mit stilisierten Olympischen Ringen | Graues Symbol für Silbermedaillen mit stilisierten Olympischen Ringen | Braundes Symbol für Bronzemedaillen mit stilisierten Olympischen Ringen |
| ------------------------------------------------------------------- | --------------------------------------------------------------------- | ----------------------------------------------------------------------- |
| —                                                                   | —                                                                     | —                                                                       |

Serbien nahm an den Olympischen Winterspielen 2014 in Sotschi mit acht Athleten in fünf Sportarten teil. Fahnenträger der serbischen Delegation bei der Eröffnungszeremonie war Milanko Petrović, der sowohl im Biathlon als auch im Skilanglauf teilnahm.

## Sportarten

### Biathlon
| Männer - Milanko Petrović |

### Bob
| Männer (Zweierbob) - Vuk Rađenović - Aleksandar Bundalo |

### Ski Alpin
| Frauen - Nevena Ignjatović | Männer - Marko Vukićević |

### Skilanglauf
| Frauen - Ivana Kovačević | Männer - Milanko Petrović - Rejhan Šmrković |

### Snowboard
Frauen
| - Nina Micić (Parallel-Riesenslalom, Slalom) |